# Ляды (Смоленская область)
Ляды́ — деревня в Смоленской области России, в Глинковском районе. Население — 4 жителя (2007 год). Расположена в центральной части области в 6 км к востоку от села Глинка, в 12 км западнее автодороги Р137 Сафоново — Рославль, в 6 км севернее автодороги Р96 Новоалександровский (А101) — Спас-Деменск — Ельня — Починок, на левом берегу реки Устром. Южнее деревни железнодорожная станция 524-й км на линии Смоленск — Сухиничи. Входит в состав Глинковского сельского поселения.

## История
В годы Великой Отечественной войны деревня была оккупирована гитлеровскими войсками в июле 1941 года, освобождена в ходе Ельнинско-Дорогобужской операции в 1943 году. 